# Komitet Centralny Komunistycznej Partii Związku Radzieckiego

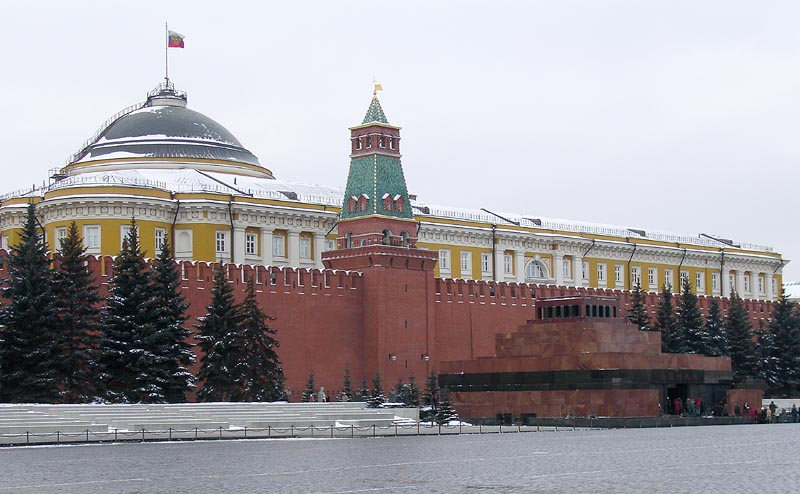
W głębi Pałac Senacki na Kremlu, miejsce urzędowania przywódców ZSRR i Federacji Rosyjskiej

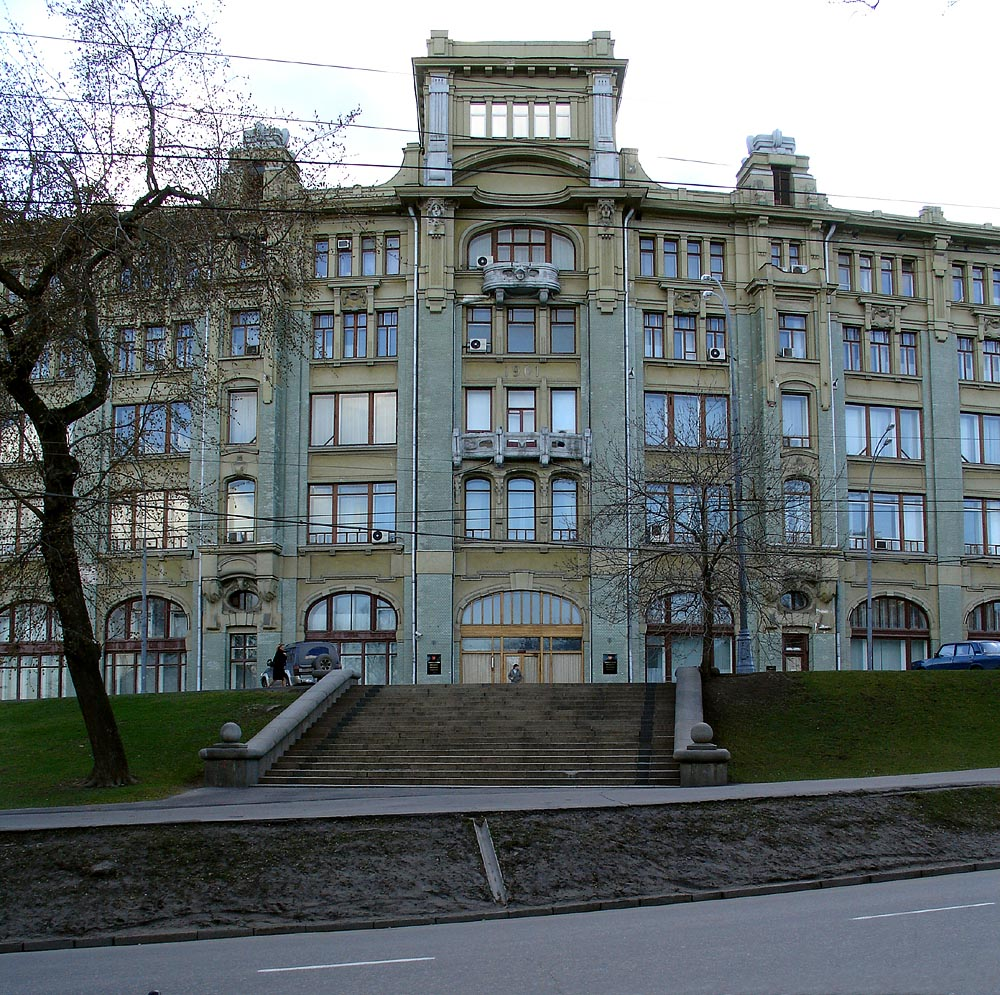
Były budynek Wydziału Zagranicznego KC KPZR na Starym Placu 8, wcześniej hotel „Bojarski Dwór”, obecnie siedziba Administracji Prezydenta Rosji

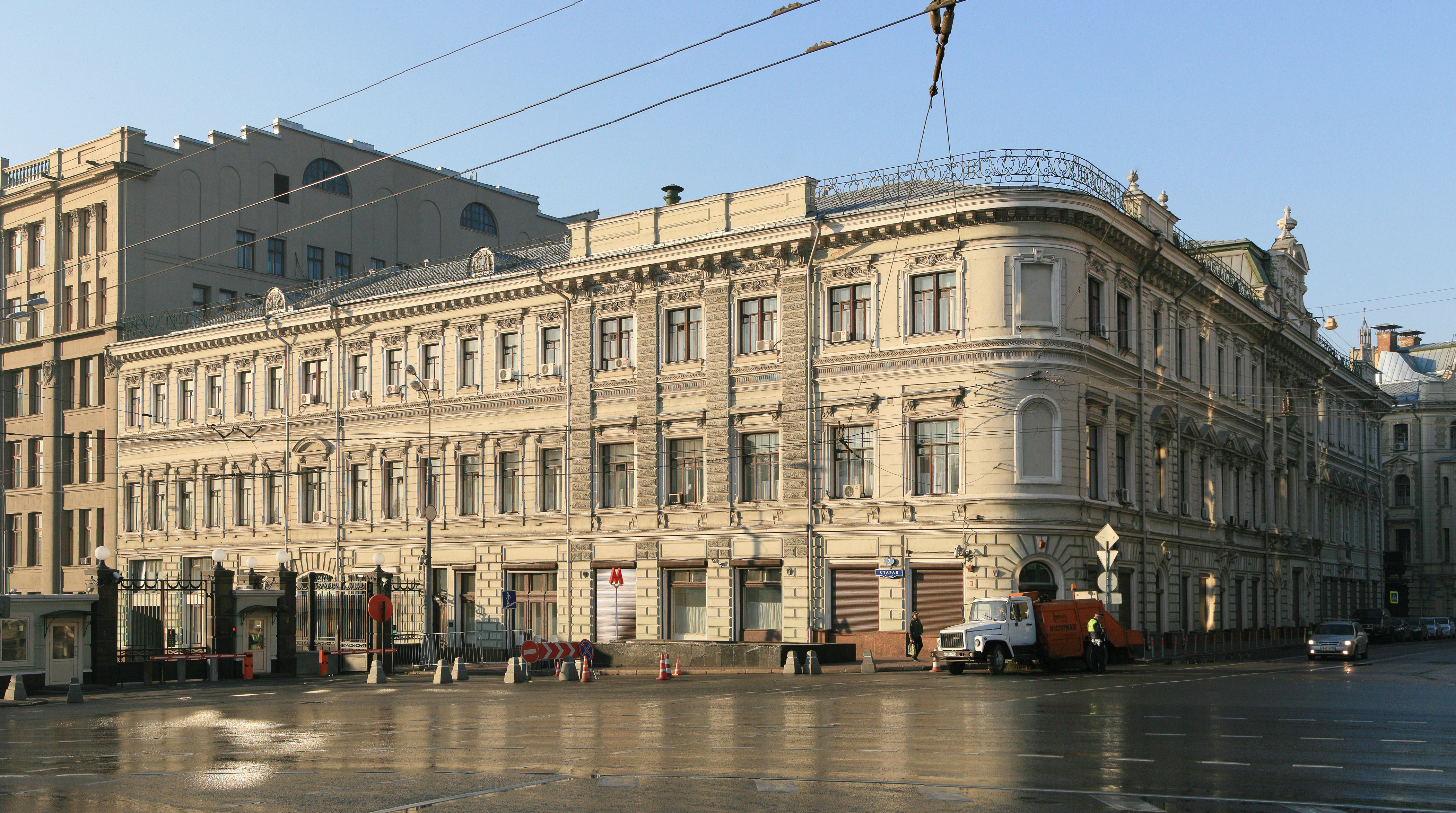
Były budynek Wydziału Ogólnego KC KPZR na Starym Placu 2, wcześniej dom handlowy, siedziba Moskiewskiego Banku Kupieckiego (Московский купеческий банк), obecnie siedziba Administracji Prezydenta Rosji

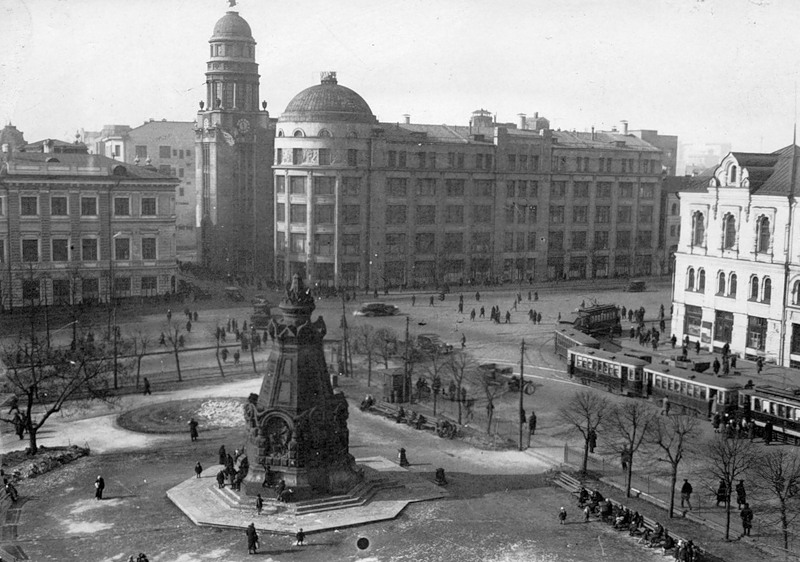
Były budynek Komitetu Kontroli Partyjnej przy KC KPZR przy ul. Ilinka 23, wcześniej b. siedziba Północnego Towarzystwa Ubezpieczeń, Ludowego Komisariatu Handlu Zagranicznego ZSRR, obecnie Administracji Prezydenta Rosji

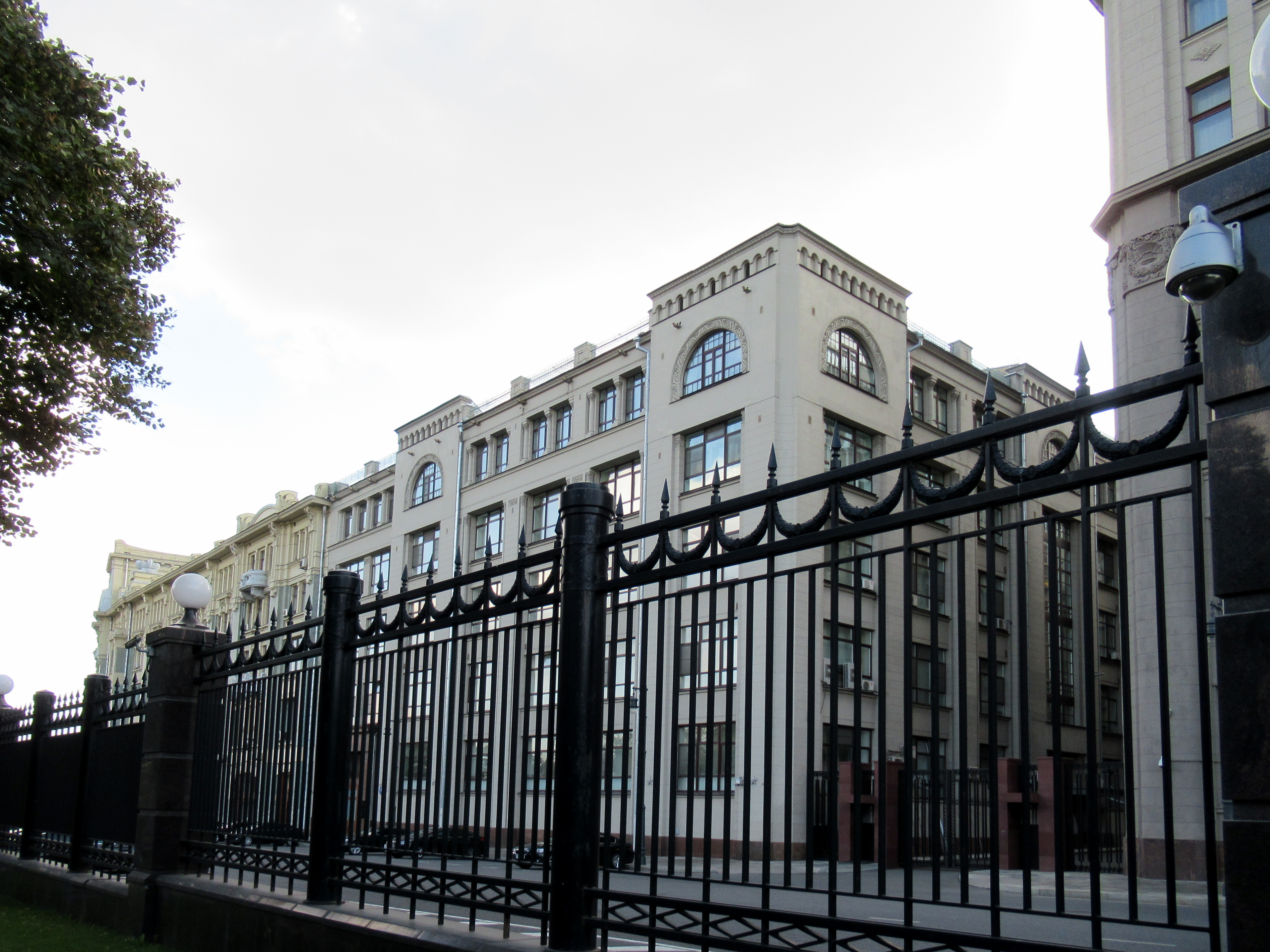
Były budynek Komitetów – Miejskiego i Obwodowego KPZR na Starym Placu 6, wcześniej dom handlowy Armandów, obecnie mieszczący władze obwodu moskiewskiego

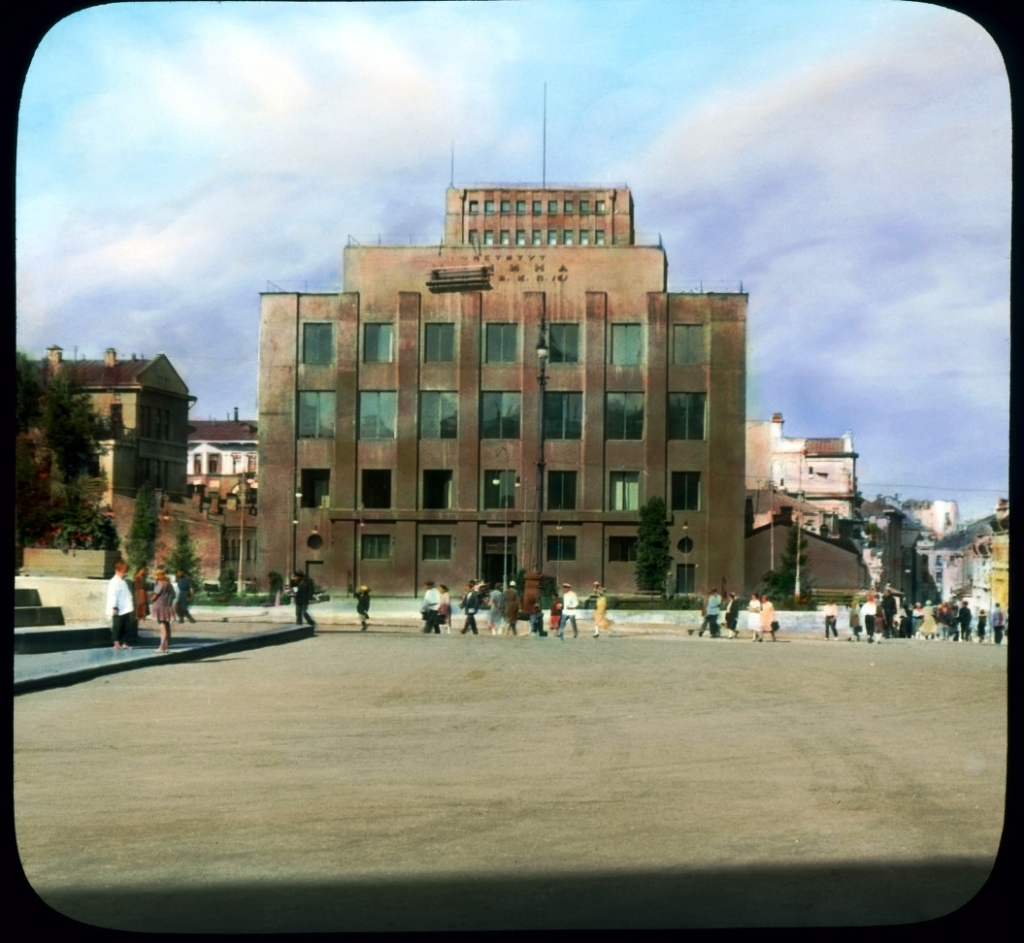
Była siedziba Instytutu Marksizmu-Leninizmu przy KC KPZR

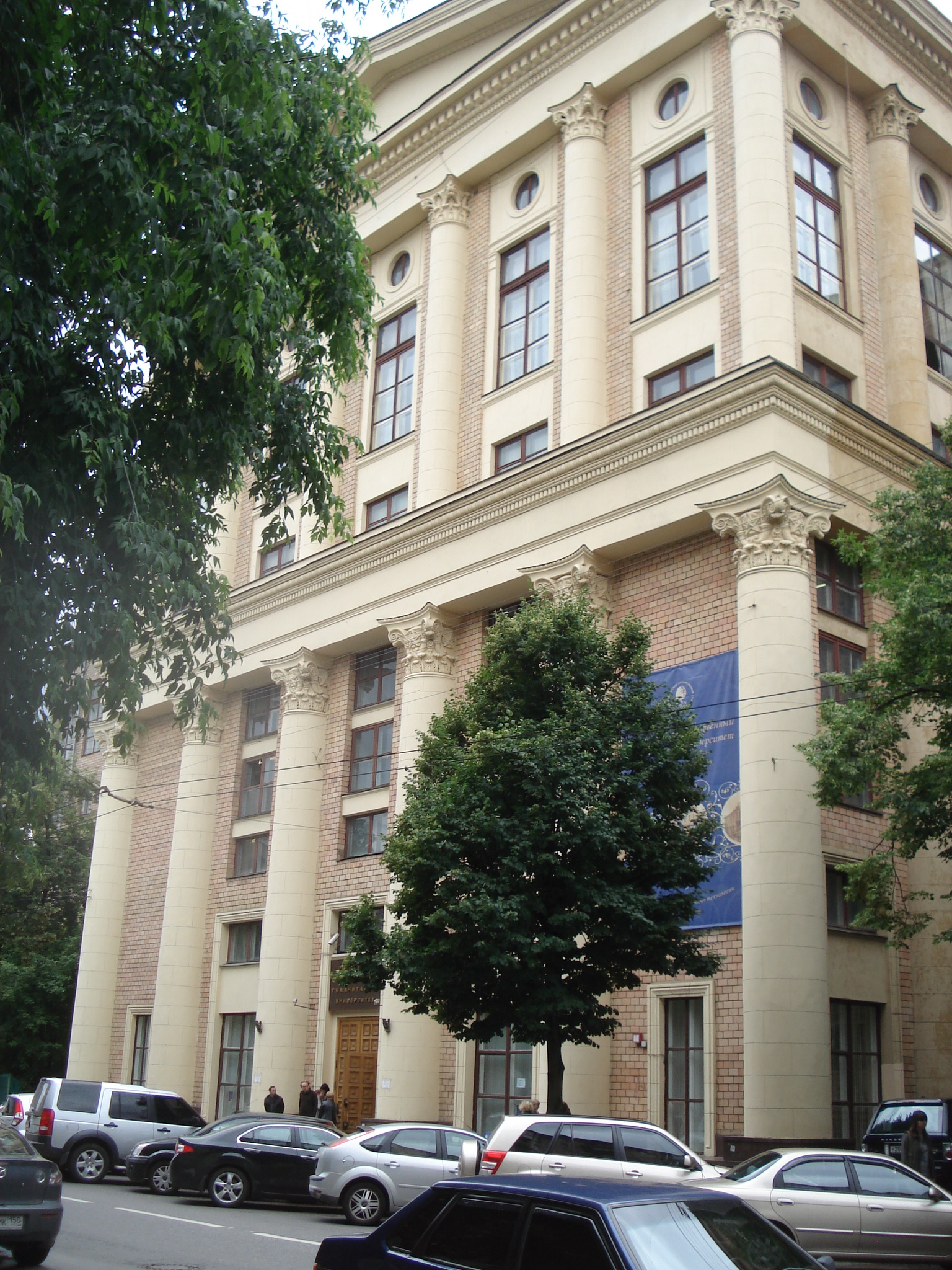
Były budynek Wyższej Szkoły Partyjnej przy KC KPZR w Moskwie

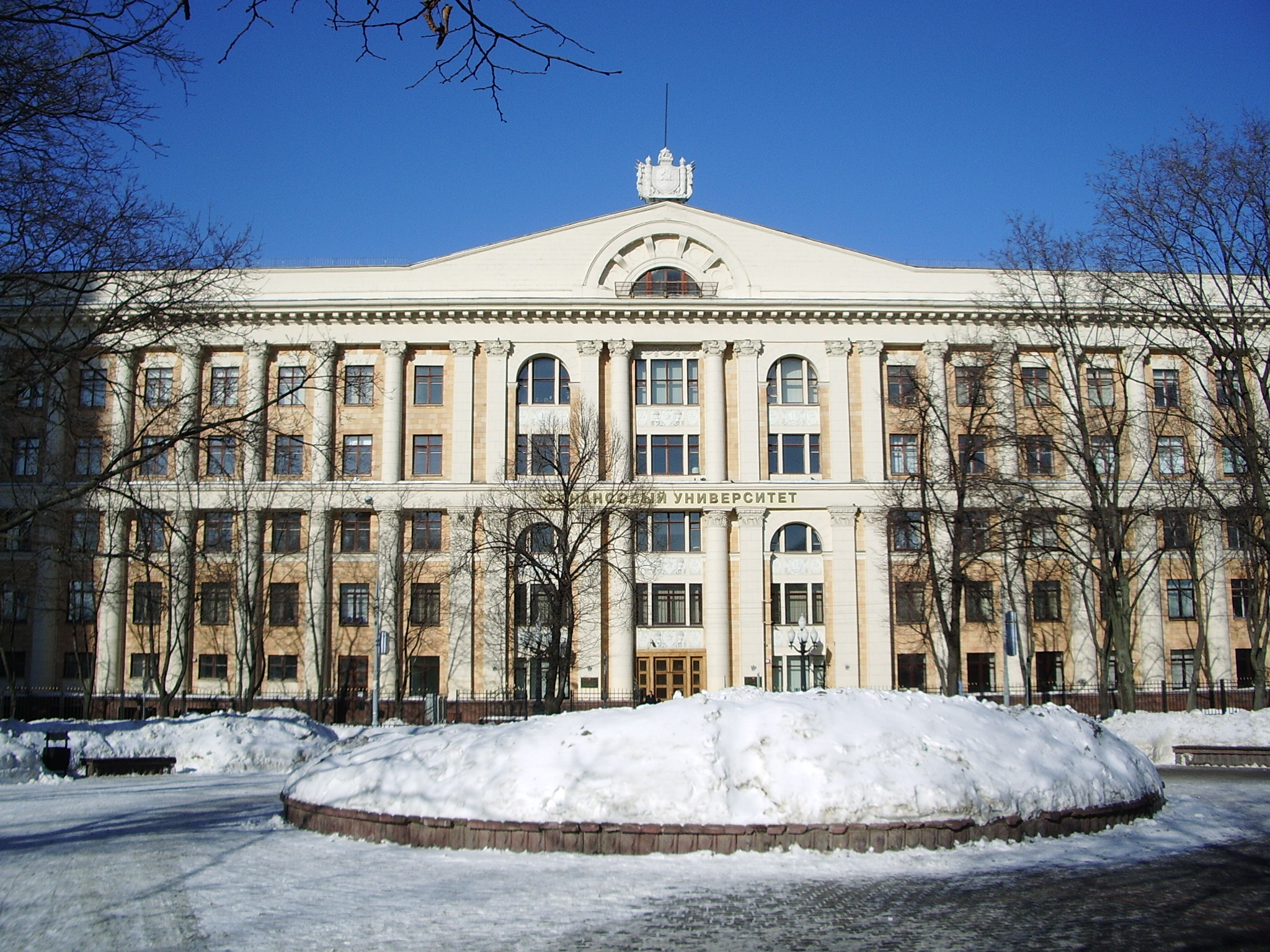
Były budynek Instytutu Nauk Społecznych przy KC KPZR

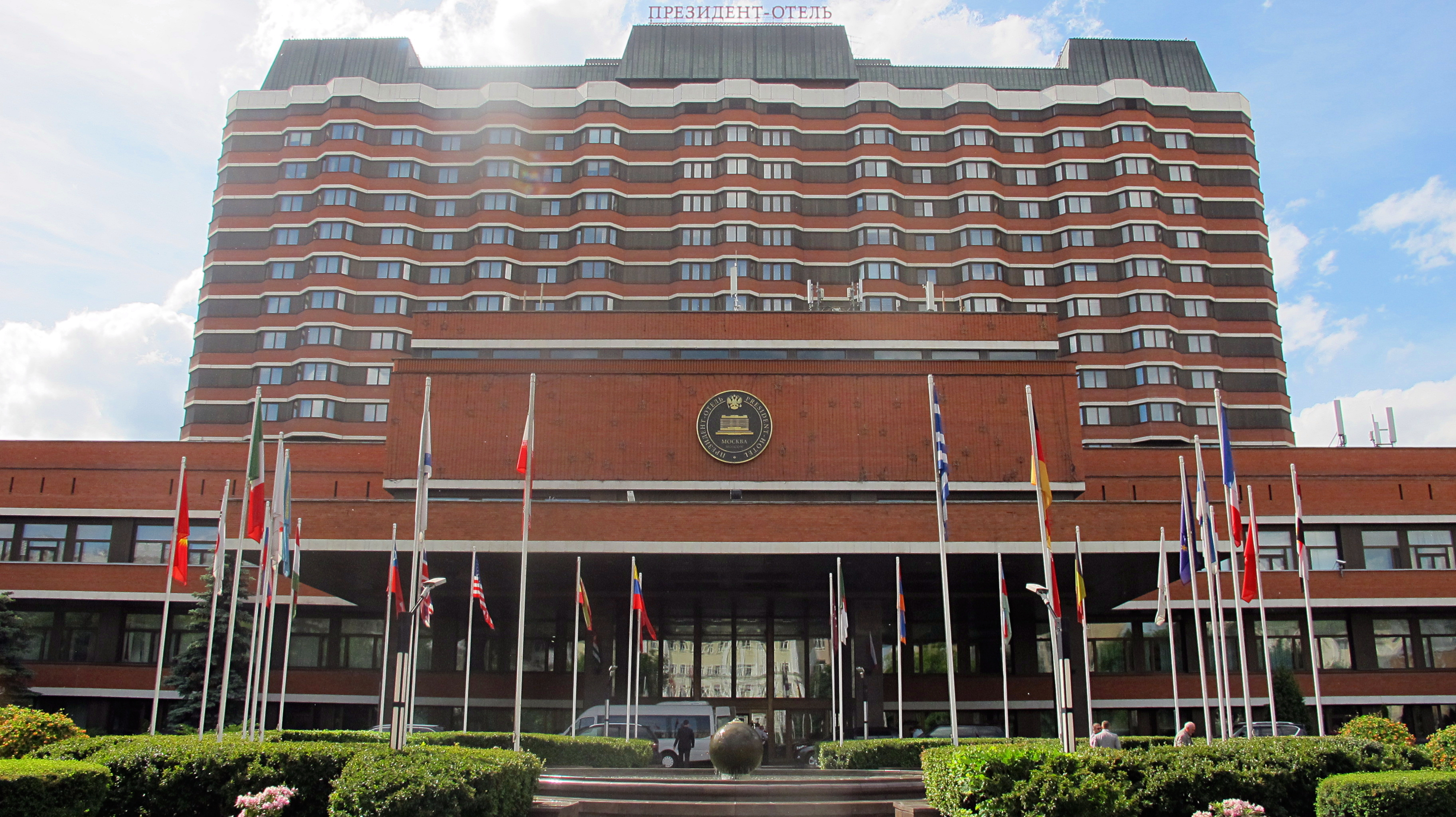
Hotel President w Moskwie, b. hotel Oktjabrskaja-1 KC KPZR

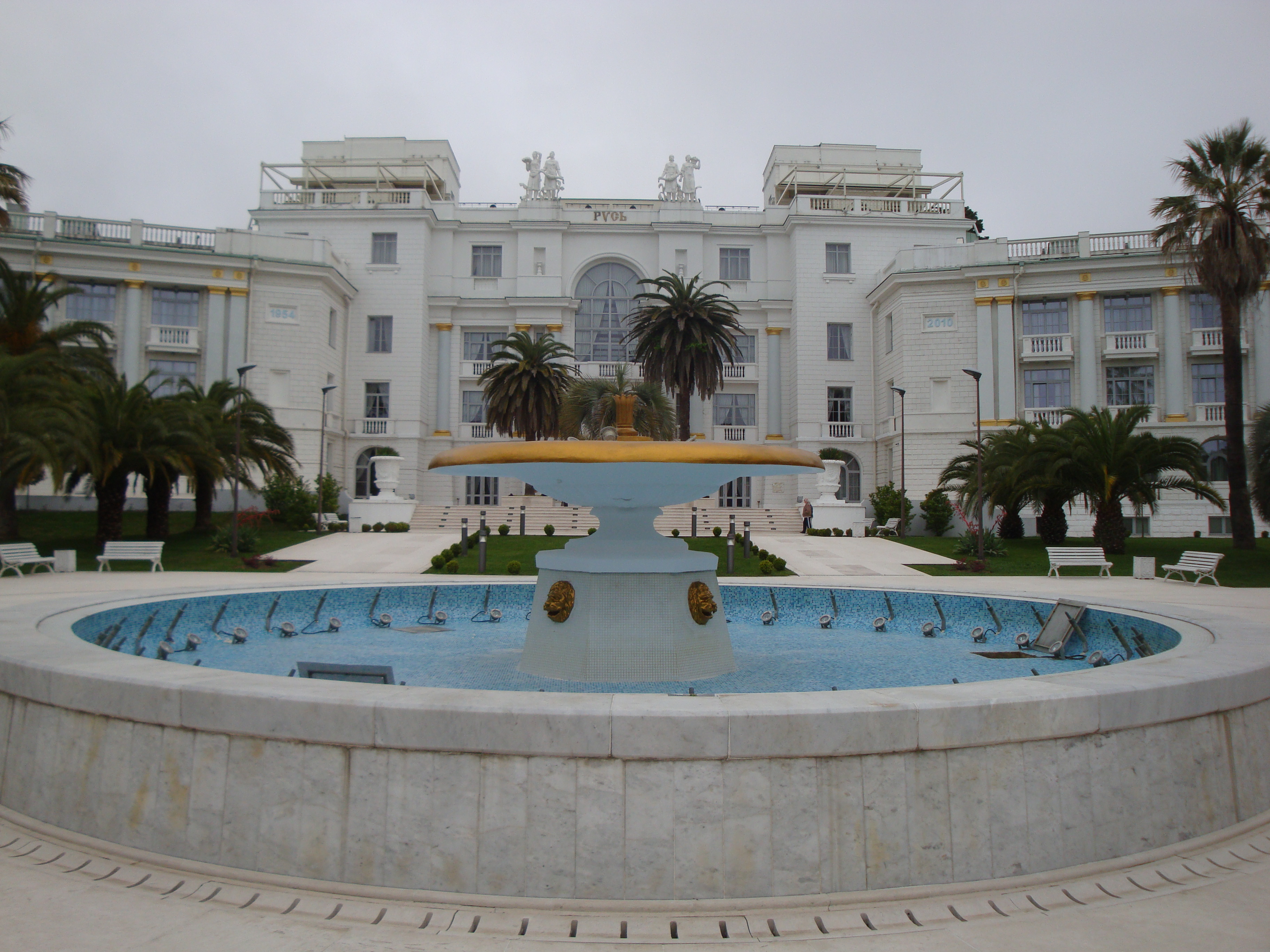
Byłe sanatorium KC KPZR Ruś w Soczi, budynek główny Imperial

Komitet Centralny Komunistycznej Partii Związku Radzieckiego (ros. Центральный комитет Коммунистической партии Советского Союза) – centralna instancja partii, wykonująca polecenia Biura Politycznego Komunistycznej Partii Związku Radzieckiego (Политическое бюро ЦК КПСС – Политбюро), de facto organ zarządzania wszystkimi dziedzinami życia w tym kraju.

## Komórki organizacyjne
Do października 1989 aparat KC KPZR składał się z następujących komórek:
1. Wydział Wojskowy (Военный отдел); na jego prawach funkcjonował Główny Zarząd Polityczny Armii Radzieckiej (Главное Политическое Управление Советской Армии и Военно-Морского Флота);
2. Wydział Międzynarodowy (Международный отдел)[a];
3. Wydział Przemysłu Obronnego (Отдел оборонной промышленности);
4. Wydział Ogólny (Общий отдел)[b];
5. Wydział Organów Administracyjnych (Отдел административных органов);
6. Wydział Handlu Zagranicznego (Отдел внешней торговли);
7. Wydział Informacji (Отдел информации);
8. Wydział Kultury (Отдел культуры);
9. Wydział Przemysłu Lekkiego i Dóbr Konsumpcyjnych (Отдел лёгкой промышленности и товаров народного потребления);
10. Wydział Przemysłu Maszynowego (Отдел машиностроения);
11. Wydział Informacji Międzynarodowej (Отдел международной информации);
12. Wydział Nauki i Wyższych Uczelni (Отдел науки и учебных заведений);
13. Wydział Pracy Organizacyjno-Partyjnej (Отдел организационно-партийной работы).
14. Wydział Organów Planowania i Finansowych (Отдел плановых и финансовых органов);
15. Wydział Propagandy i Agitacji (Отдел пропаганды и агитации);
16. Wydział Kadr Zagranicznych i Wyjazdów Zagranicznych (Отдел по работе с заграничными кадрами и выездом за границу), 99 zatrudnionych;
17. Wydział Łączności z Partiami Komunistycznymi i Robotniczymi Krajów Socjalistycznych (Отдел ЦК КПСС по связям с коммунистическими и рабочими партиями социалистических стран)[c];
18. Wydział Rolnictwa i Przemysłu Spożywczego (Отдел сельского хозяйства и пищевой промышленности);
19. Wydział Budownictwa (Отдел строительства);
20. Wydział Handlu i Usług (Отдел торговли и бытового обслуживания);
21. Wydział Transportu i Łączności (Отдел транспорта и связи);
22. Wydział Przemysłu Ciężkiego i Energetyki (Отдел тяжёлой промышленности и энергетики);
23. Wydział Przemysłu Chemicznego (Отдел химической промышленности);
24. Wydział Ekonomiczny (Экономический отдел);
25. Inspekcja (Инспекция);
26. Zarząd Administracji (Управление делами)[d].

W październiku 1989 liczbę wydziałów zredukowano do 10:
1. Wydział Rozwoju Partyjnego i Pracy Kadrowej (Отдел партийного строительства и кадровой работы);
2. Wydział Ideologiczny (Идеологический отдел);
3. Wydział Socjalno-Ekonomiczny (Социально-экономический отдел);
4. Wydział Rolny (Аграрный отдел);
5. Wydział Obrony (Оборонный отдел);
6. Wydział Państwowo-Prawny (Государственно-правовой отдел);
7. Wydział Międzynarodowy (Международный отдел);
8. Wydział Ogólny (Общий отдел);
9. Zarząd Administracji (Управление делами);
10. Wydział Stosunków z Organizacjami Społeczno-Politycznymi (Отдел для связей с общественно-политическими организациями).

Przy KC funkcjonowały:
- Komitet Kontroli Partyjnej przy KC KPZR (Комитет Партийного Контроля при ЦК КПСС);
- Instytut Marksizmu-Leninizmu przy KC KPZR (Институт марксизма-ленинизма при ЦК КПСС)[e];
- Instytut Nauk Społecznych przy KC KPZR (Институт общественных наук при ЦК КПСС);
- Wyższa Szkoła Partyjna przy KC KPZR (Высшая партийная школа при ЦК КПСС);
- Akademia Nauk Społecznych przy KC KPZR (Академия общественных наук при ЦК КПСС);
- Gazeta „Prawda”;
- Hotel Oktjabrskaja-1 (гостиница Октябрьская-1) przy ul. Bolszaja Jakimanka 24 (ул. Большая Якиманка), zbudowany w 1983 dla partyjno-państwowych gości państwa radzieckiego, od 1992 eksploatowany pod nazwą hotelu Prezydent (Президент Отель) przez Administrację Prezydenta FR.

Ochrona dostojników partyjnych i państwowych, praktycznie członków i zastępców Biura Politycznego, jak i sekretarzy KC, oraz zarządzanie rezydencjami państwowymi wchodziło w zakres IX Zarządu KGB (1954–1990); w jego ramach funkcjonowała też Komendantura Ochrony Obiektów KC KPZR (Комендатура по охране зданий ЦК КПСС).

## Siedziba Komitetu Centralnego
Jeśli dla wszystkich symbolem władzy w ZSRR był moskiewski Kreml, gdzie m.in. znajdował się gabinet sekretarza generalnego KPZR, tak dla przedstawicieli władzy jej synonimem był położony w historycznej dzielnicy miasta Kitajgrodzie (Китай-город) – Stary Plac (Старая площадь), gdzie od połowy lat dwudziestych do 1991 miał swoją siedzibę KC KPZR; oficjalny adres – Staraja Pł. (Старая пл., Stary Pl.) 4.
Łącznie w kompleksie kilkunastu (14?) obiektów KC KPZR, określanym „partyjnym miastem” (партийный город) zlokalizowanych w kwartale ulic położonych przy Starym placu, ulicy Ilinka (Ильинка ул.) i zaułku Ipatiewskim (Ипатьевский пер.), jak i poza nim – w zaułku Nikolskim (Никольский пер.), było zatrudnionych w latach dwudziestych około 1500 pracowników merytorycznych, w 1988 – 3 tys. osób (1940 pracowników merytorycznych plus 1275 obsługi), dysponujących w centrum Moskwy własnym zapleczem gastronomicznym, w tym 3-piętrową restauracją i wieloma bufetami, kasami lotniczymi i kolejowymi, pocztą nr 132 (городское отделение почтовой связи Москва-132), księgarnią, centrum kultury wraz z salą widowiskowo-kinową, oraz kompleksem sportowym.
- Pierwszym przejętym obiektem przez ówczesny KC Wszechzwiązkowej Komunistycznej Partii (bolszewików) WKP(b) w rejonie Starego Placu, był zbudowany w latach 1912–1915 (arch. Władimir Szerwud(inne języki)) sześciokondygnacyjny dom handlowy W.I. Titowa (Stary pl. 4). W latach dwudziestych mieścił on też władze centralne Komsomołu. Do rozwiązania partii pozostał głównym budynkiem KC KPZR, w którym na V piętrze mieli swoje gabinety sekretarze KC, w tym gabinet nr 6 sekretarza generalnego[4].
- Budynek przy Starym pl. 8, zbud. 1901–1903 (arch. Fiodor Schechtel) przez Moskiewskie Towarzystwo Ubezpieczeń od Ognia (Московское страховое от огня общество), b. dom handlowy (piętra 1–3) i hotel „Bojarski Dwór” (Боярский двор, Hôtel Boiar), 150 pokoi na 4–5 p. M.in. gościł w nim Maksym Gorki (1914–1915). W latach dwudziestych obiekt sprzedano Ludowemu Komisariatowi Rolnictwa. W październiku 1941 budynek był częściowo zbombardowany. Do 1991 mieścił się w nim m.in. Wydział Międzynarodowy KC (około 300 osób personelu)[5].
- Budynek przy Starym pl. 2/ul. Ilinka 14, zbudowany w 1894 (arch. Borys Freidenberg) jako dom handlowy, siedziba Moskiewskiego Banku Kupieckiego (Московский купеческий банк), radzieckiej spółki handlowej Arcos, Ludowego Komisariatu Handlu Zagranicznego ZSRR (Народный комиссариат внешней торговли CCCP). Do 1991 mieścił się w nim Wydział Ogólny KC KPZR (w 1982 232 zatrudnionych).
- Zespół budynków przy ul. Ilinka 21–23, zbudowany 1909–1911 (arch. Iwan Rerberg(inne języki)), b. budynek Północnego Towarzystwa Ubezpieczeń (Северное страховое общество), następnie Ludowego Komisariatu Inspekcji Robotniczo-Chłopskiej RFSR, Ludowego Komisariatu Handlu Zagranicznego ZSRR, Komitetu Kontroli Partyjnej przy KC KPZR i wydawnictwa Maskowskij raboczij (издательство „Московский рабочий”).

Obecnie budynki pełnią rolę zaplecza administracyjnego Administracji Prezydenta Rosji. W zachodnim korpusie zespołu przy ul. Ilinka 21–23 mieści się obecnie Ministerstwo Pracy i Ochrony Socjalnej Federacji Rosyjskiej (Министерство труда и социальной защиты Российской Федерации) (od 2008).
W skład kompleksu wchodził też budynek komitetów – Miejskiego i Obwodowego KPZR, który obecnie zajmują władze obwodu moskiewskiego.
- Budynek przy Starym pl. 6, zbudowany 1912–1915 (arch. Władimir Szerwud), b. dom handlowy E.A. i E. Armandów, w okresie międzywojennym siedziba Ludowego Komisariatu Pracy. Gabinet I sekretarza obu komitetów (funkcja personalnie połączona!) mieścił się na szóstym piętrze.

## Majątek partii
W momencie zakończenia działalności Komitetu Centralnego KPZR w bilansie partii znajdowały się budynki „Domów Przyjaźni” w ZSRR i krajach europejskich, budynki komitetów republikańskich, obwodowych, miejskich, rejonowych, i wyższych szkół partyjnych, m.in.
- 4228 budynków biurowych,
- 131 ośrodków społeczno-politycznych,
- 134 hotele,
- 112 archiwów,
- 16 instytutów badawczych,
- 41 instytucji edukacyjnych,
- 54 domy-muzea W.I. Lenina,
- 23 obiekty sanatoryjne i domy wypoczynkowe,
- 145 baz transportowych,
- 840 garaży[6].